# Тонга на летних Олимпийских играх 1988
Тонга принимала участие в Летних Олимпийских играх 1988 года в Сеуле (Корея) во второй раз за свою историю, но не завоевала ни одной медали. Сборную страны представляли пять спортсменов (в том числе - одна женщина), принимавших участие в соревнованиях по боксу и лёгкой атлетике.

## Бокс
Спортсменов — 3
| Спортсмен          | Категория | 1/32 финала          | 1/16 финала          | 1/8 финала              | Четвертьфинал        | Полуфинал            | Финал                |
| Спортсмен          | Категория | Соперник и результат | Соперник и результат | Соперник и результат    | Соперник и результат | Соперник и результат | Соперник и результат |
| ------------------ | --------- | -------------------- | -------------------- | ----------------------- | -------------------- | -------------------- | -------------------- |
| Филипо Палако Вака | 75 кг     | -                    | Кьеран Джойс Пор RSC | Не прошёл               | Не прошёл            | Не прошёл            | Не прошёл            |
| Сионе Талиаули     | 81 кг     |                      | Тони Бауро Поб КО    | Джозеф Ахасамба Пор 0:5 | Не прошёл            | Не прошёл            | Не прошёл            |
| Туалау Фале        | 91 кг     |                      | -                    | Харольд Обунга Пор RSC  | Не прошёл            | Не прошёл            | Не прошёл            |

## Лёгкая атлетика
Спортсменов — 2
Мужчины
| Спортсмен   | Вид  | Забег     | Забег | Четвертьфинал | Четвертьфинал | Полуфинал | Полуфинал | Финал     | Финал     |
| Спортсмен   | Вид  | Результат | Место | Результат     | Место         | Результат | Место     | Результат | Место     |
| ----------- | ---- | --------- | ----- | ------------- | ------------- | --------- | --------- | --------- | --------- |
| Пеаупе Сули | 100м | 10,94     | 6     | Не прошёл     | Не прошёл     | Не прошёл | Не прошёл | Не прошёл | Не прошёл |
| Пеаупе Сули | 200м | 22,49     | 7     | Не прошёл     | Не прошёл     | Не прошёл | Не прошёл | Не прошёл | Не прошёл |

Женщины
| Спортсмен          | Вид           | Квалификация | Квалификация | Финал     | Финал     |
| Спортсмен          | Вид           | Результат    | Место        | Результат | Место     |
| ------------------ | ------------- | ------------ | ------------ | --------- | --------- |
| Сиололовау Икавука | Толкание ядра | 12,31        | 25           | Не прошла | Не прошла |
| Сиололовау Икавука | Метание диска | 44,94        | 21           | Не прошла | Не прошла |